# I3 FIGHTER
i3 FIGHTER（アイファイター）は、2010年（平成22年）8月に防衛省が公表したPDF「将来の戦闘機に関する研究開発ビジョン」において想定された、航空自衛隊の次世代（第6世代）国産戦闘機のコンセプトモデル。名称の「i3」は「高度に情報（Informed）化/知性（Intelligent）化され、瞬時（Instantaneous）に敵をたたく」の頭文字をとったものである。

## 概要
i3 FIGHTERは、「日本国内における戦闘機の生産技術を維持するため、およびSu-57やJ-20/31といった他国の第5世代ジェット戦闘機に対する数的劣勢を補うために、国産の先進技術を投入して開発される次世代型戦闘機」、「F-2の後継機として2022年から2031年の間に初飛行予定」との位置づけで考案されたコンセプトモデルである。
本モデルは以下の能力を持つものとなっている。
- カウンターステルス能力
- 情報・知能化
- 瞬間撃破力
- 外部センサー連帯

これらの要素を可能にするためには様々な新技術が必要であるとされ、従来のレーダーでは探知不可能な敵ステルス機を早期発見するカウンターステルス能力は、ガリウム・ナイトライド（GaN）・パワー半導体素子を用いた次世代ハイパワーレーダーを用いて獲得し、さらに、i3 FIGHTER自体にも高いステルス性を付与するために、高い電波吸収能力を持つシリコン・カーバイド繊維、電磁吸収能力に優れたプラズマテレビ用電磁シールド、電波の方向を屈折させるメタマテリアルなどの技術を活用するとされた。
瞬間撃破力および外部センサー連帯は、i3 FIGHTERを始めとして、早期警戒管制機や複数のセンサー用UAVなどによって構成されたネットワークを用い、ネットワーク内のセンサー、武装などを最大限に使用する新型の統合火器管制装置によって実現されるクラウド・シューティングシステムと、瞬時に目標に到達する高出力レーザーや高出力マイクロ波兵器などの併用によって実現するというものだった。
この他にも、P-1やX-2でも採用された飛行制御システムであるフライ・バイ・ライトや、鋳造ディスク材や単結晶材、耐熱セラミックス材などの、世界最高レベルにある国産耐熱素材を用いたハイパワー・スリム・エンジン等の様々な最新技術の投入が想定されていた。
なお、PDFに描かれたi3 FIGHTERは、垂直尾翼を持たず、下向きの水平尾翼を持った双発クリップドデルタ翼機だった。